# Nikołaj Awrorski
Nikołaj Iwanowicz Awrorski (ros. Николай Иванович Аврорский, ur. 2 grudnia?/15 grudnia 1912 w Saratowie, zm. 13 kwietnia 1989 tamże) – radziecki wojskowy, pułkownik, Bohater Związku Radzieckiego (1944).

## Życiorys
Urodził się w rodzinie robotniczej. Skończył szkołę uniwersytetu fabryczno-zawodowego i szkołę średnią, pracował jako tokarz metalowy. Od 1934 do 1936 odbywał służbę w Armii Czerwonej, po ataku Niemiec na ZSRR ukończył kursy kadry politycznej w armii, a w 1943 kursy „Wystrieł”. Od stycznia 1942 uczestniczył w wojnie z Niemcami, walczył na Froncie Zachodnim, Briańskim, Centralnym i 1 Ukraińskim, będąc m.in. komisarzem i dowódcą 3 batalionu 479 pułku piechoty 149 Dywizji Piechoty 3 Gwardyjskiej Armii w stopniu kapitana. Brał udział w obronie Bielowa i Tuły i wyzwalaniu Ukrainy i Polski. 16 lipca 1942 na zachód od Jelni i 2 sierpnia 1944 na Wiśle pod Sandomierzem został ciężko ranny. 31 lipca 1944 na czele batalionu sforsował Wisłę w rejonie Dębna. Po wojnie nadal służył w armii, w 1952 ukończył kursy doskonalenia kadry oficerskiej, w 1960 został zwolniony do rezerwy w stopniu pułkownika. Mieszkał i pracował w Wołgogradzie, a później w Saratowie.

## Odznaczenia
- Złota Gwiazda Bohatera Związku Radzieckiego (23 września 1944)
- Order Lenina (1944)
- Order Wojny Ojczyźnianej I klasy (1985)
- Order Czerwonej Gwiazdy (dwukrotnie, 1942 i 1954)

I medale.